# Thomas Watt Gregory
Thomas Watt Gregory (Crawfordsville, 6 novembre 1861 – New York, 26 febbraio 1933) è stato un politico e avvocato statunitense.

## Biografia
Fu il 50º procuratore generale degli Stati Uniti sotto il presidente degli Stati Uniti d'America Thomas Woodrow Wilson (28º presidente).
Nato nello Stato del Mississippi studiò al Rhodes College ed in seguito all'università della Virginia e all'university of Texas at Austin. La morte lo colse durante un viaggio di lavoro a New York, quando doveva incontrarsi con Franklin Delano Roosevelt.